# Église Saint-Pierre de Saint-Pierre-Toirac
L'église Saint-Pierre est une église catholique située à Saint-Pierre-Toirac, en France.

## Localisation
L'église est située dans le département français du Lot sur le territoire de la commune de Saint-Pierre-Toirac.

## Historique
La tradition veut que l'église et les terrains autour aient été donnés en 889 par l'évêque de Rodez à l'abbaye Saint-Sauveur de Figeac. Cet acte de donation n'a pas été retrouvé, cependant une confirmation de cette appartenance est faite par le pape en 1146 mais il n'y a aucune mention de moine bénédictin dans les textes concernant cette église. Il ne devait y avoir au XIIe siècle qu'un prieuré dont le curé était nommé par l'abbé de Figeac.
L'église a été construite entre 1189 et 1200. Elle a été édifiée avec deux sortes différentes de pierres : le grès pour le chevet et le calcaire pour la nef et ses collatéraux. Ces deux pierres ont longtemps fait penser que l'église avait été construite en deux périodes de construction. Les historiens avaient aussi remarqué que les styles des sculptures du chœur et de la nef étaient différents. L'analyse de la maçonnerie faite en 2009 par Anaïs Charrier a montré que le grès et le calcaire ont été utilisés conjointement, probablement en fonction des approvisionnements et par deux équipes. Il y a de même un mélange des chapiteaux de différents styles. L'église est donc le résultat d'un projet unique. On trouve dans l'église des chapiteaux à entrelacs et à palmettes dont le style rappelle ceux du XIe siècle mais aussi une croisée d'ogives gothique primitive. La nef possédait deux portails, l'un au sud à double rouleau et l'autre au nord à voussures dont provient probablement le tympan réutilisé dans le porche occidental. 
Une première surélévation au-dessus de l'absidiole sud et des collatéraux est faite à la fin du XIIIe siècle ou au début du XIVe siècle. Un acte notarié du 13 juin 1490 indique que des travaux sont effectués sur l'église.
Un prix-fait du 17 juin 1513 indique que les charpentiers Bertrand Artiguas et Jean Bergonh, de Figeac, devaient découvrir l'église, bâtir les côtés de l'église jusqu'à la hauteur du clocher et de la façade ouest, faire des créneaux sur ces murs tout autour de l'église puis couvrir l'église d'une toiture à quatre pentes. Ces travaux devaient être terminés pour la Saint-Jean-Baptiste, soit le 24 juin 1514. L'acte précisait qu'« en temps de guerre les habitants de Larroque-Toirac et de Saint-Pierre-Toirac pourraient utiliser la fortalicio de l'église ».
Le porche occidental a été construit en 1827. Un tympan roman représentant Samson chevauchant un lion a été réutilisé dans son élévation nord.
Une nécropole médiévale a été découverte sur le flanc sud de l'église, en 1985.
L'édifice a été classé au titre des monuments historiques le 16 février 1903.